# We Will Rave (canção de Kaleen)
"We Will Rave" é uma canção da cantora austríaca Kaleen que irá representar a Áustria no Festival Eurovisão da Canção 2024, após ter sido escolhido através de seleção interna.

A canção atuou na 2.ª semifinal, tendo sido apurada para a grande final onde ficou no 24.º lugar com 24 pontos.